# Judit con la cabeza de Holofernes (Lavinia Fontana)
Judit con la cabeza de Holofernes es un óleo sobre lienzo creado en 1600 por la pintora Lavinia Fontana.

## Descripción
Judit con la cabeza de Holofernes es un cuadro en óleo sobre lienzo de 123x97 cm. En esta obra, la cabeza de Holofernes tiene aparenta ser plana, lo que hace que simule una máscara que la heroína judía Judit acaba de arrancar al general asirio Holofernes, lo que evoca a una fantasía de desenmascar al patriarcado, que lucha por detrás, en la oscuridad, como un pollo descabezado.

## Historia
Esta obra se encuentra en el Museo Davia Bargellini de Bolonia, y es propiedad de la Ópera Pia da Via Bargellini.
La pintura fue incluida en la exposición Maestras del Museo Thyssen-Bornemisza dentro de la sección Sororidad I. La causa delle donne junto a las obras de varias generaciones artistas como Fede Galizia, Artemisia Gentileschi y Elisabetta Sirani que, apoyadas por mecenas, representaron en sus pinturas figuras mitológicas, personajes históricos y heroínas bíblicas como Judit, Yael, Susana o Porcia.